# Sulfito de magnésio
Sulfito de magnésio é o composto químico de fórmula MgSO3. É o sal de magnésio do ácido sulforoso. 
Sua forma hidratada mais comum possui 6 moléculas de água, tornando-o um hexahidrato de fórmula 
MgSO3·6
H2O. Quando aquecido acima de 40°C (104° F), é desidratado em sulfito de magnésio tri-hidratado 
MgSO3·3
H2O.
Sua forma anidra é higroscópica, ou seja, absorve rapidamente a umidade do ar. 